# Дахау (концлагер)
 Тази статия е за концентрационния лагер.  За града вижте Дахау.  
Дахау е първият и най-продължително съществувал концлагер, основан от германските националсоциалисти. Броени седмици след назначаването на Адолф Хитлер за райхсканцлер, на 22 март 1933 г., край град Дахау, близо до Мюнхен, е сложено начало на изправителен лагер за политическите противници на управляващите.
За 12 години през него минават над 200 000 души от цяла Европа. 41 500 загиват от болести и недохранване, както и от жестокостите на СС. За изгаряне на телата на загиналите лагерът разполага от 1940 г. с малък крематориум, а от 1942 г. – с нов, по-мощен, снабден и с душове, според някои маскирана газова камера за изтребване на пленниците с газа „циклон Б“ (синилна киселина).
Освободен е на 29 април 1945 г. от американските войски. От 1965 г. е музей-паметник.